# Júrkasz Szeitarídisz
Júrkasz Szeitarídisz (Γιούρκας Σεϊταρίδης; Pireusz, 1981. június 4. –) görög labdarúgó.Pályafutása során megfordult többek között  az Atlético Madrid, a FC Porto, és az FK Gyinamo Moszkva csapataiban, és tagja volt a 2004-es labdarúgó-Európa-bajnokságon győztes Görög labdarúgó-válogatottnak.

## Fordítás
- Ez a szócikk részben vagy egészben  a   Giourkas Seitaridis című angol Wikipédia-szócikk fordításán alapul.  Az eredeti cikk szerkesztőit annak laptörténete sorolja fel. Ez a jelzés csupán a megfogalmazás eredetét és a szerzői jogokat jelzi, nem szolgál a cikkben szereplő információk forrásmegjelöléseként.